# آهتانل کریمسکی
آهتانل کریمسکی (اوکراینی: Агатангел Юхимович Кримський؛ 15 january [سبک قدیمی: 3 january] 1871 – ۲۵ ژانویهٔ ۱۹۴۲) دانشمند در زمینه تاریخ اهل امپراتوری روسیه بود.
وی همچنین برندهٔ جوایزی همچون نشان پرچم سرخ کار شده‌است.